# Нольтвиги

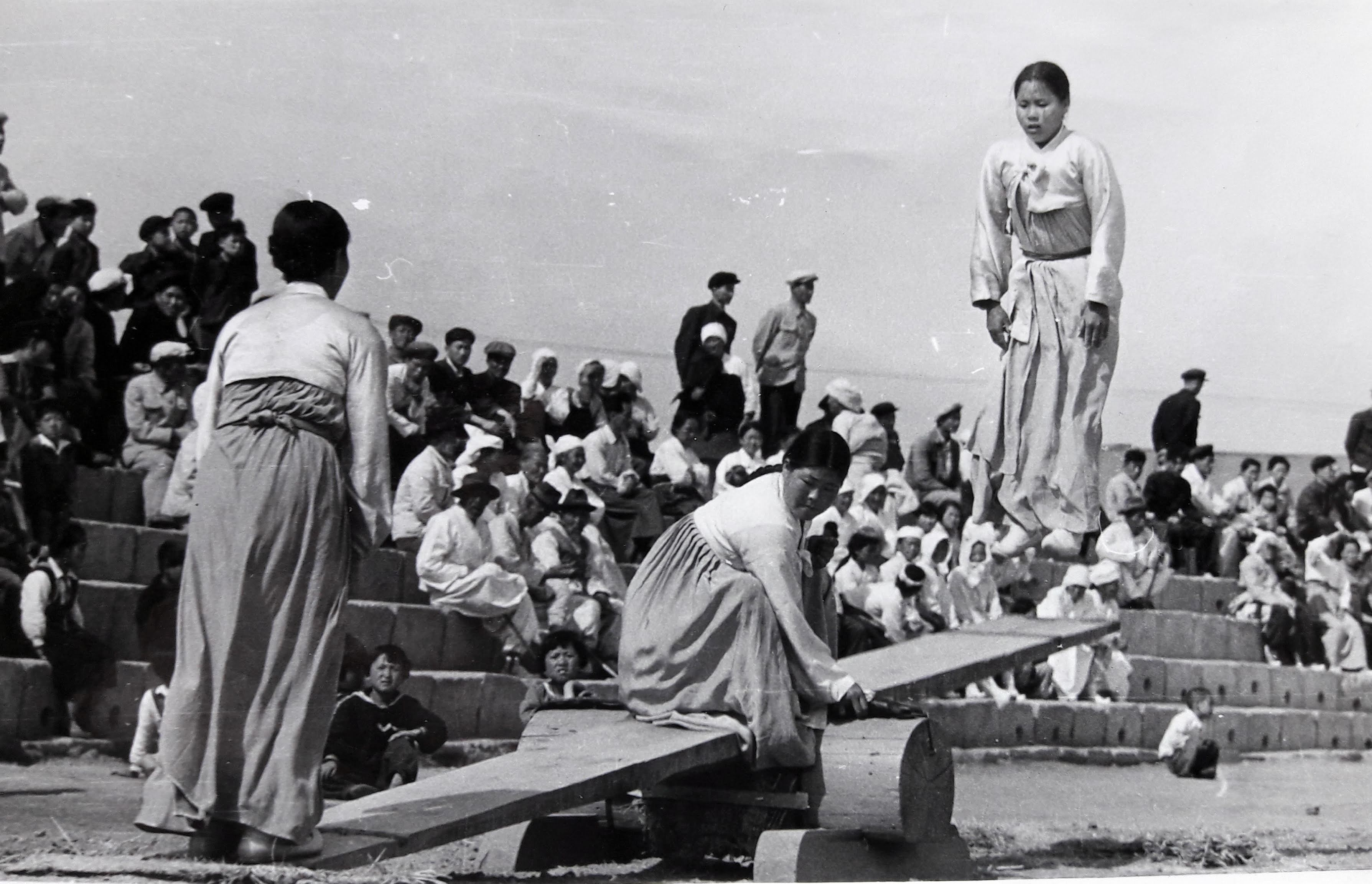
Женщины, играющие нольтвиги в Хамхыне, Северная Корея (1958 г.)

Нольтвиги или ноль-твиги ( кор. 널뛰기 ) — традиционная игра корейских женщин и девочек на свежем воздухе, которой обычно наслаждаются в традиционные праздники, такие как Корейский Новый год, Чхусок и Тано.
Нольтвиги похожа на качели-балансир, за исключением того, что участники встают на каждом конце ноль (доски) и прыгают, подбрасывая человека напротив в воздух. При исполнении, для зрелищности, часто включаются акробатические трюки, такие как сальто или прыжки через скакалку в воздухе.
Считается, что женщины янбан разработали Нольтвиги, чтобы видеть поверх высоких стен, окружающих их дома, поскольку женщин в традиционной Корее очень редко выпускали из своих жилых комплексов, кроме как ночью. Согласно легенде, жена, которая хочет увидеть мужа, запертого в темнице за высокой стеной, может благодаря Нольтвиги увидеть лицо мужа с женой другого грешника.

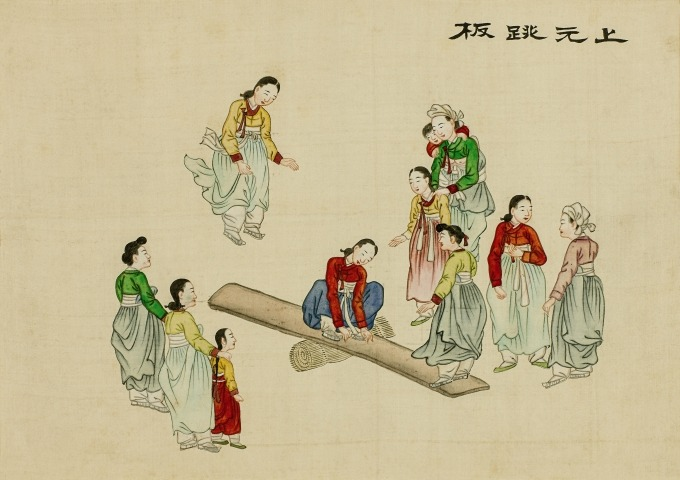
Жанровая картина 19 века.

Нольтвиги также помог смягчить недостаток физических упражнений.

## Внешние ссылки
- качели-балансир
- Галерея
- Корейские традиционные народные игры имеют особое значение для женщин (KNUTimes)

## Рекомендации
1. ↑  Rodney P. Carlisle, Encyclopedia of Play in Today's Society, Volume 1 SAGE Publications (14 April 2009) p. 349
2. ↑  Neolttwigi. Doopedia (2008).